# Vyšný Mirošov
Vyšný Mirošov este o comună slovacă, aflată în districtul Svidník din regiunea Prešov. Localitatea se află la altitudinea de 345 m deasupra n.m., se întinde pe o suprafață de 12,71 km2 și în 2017 număra 583 de locuitori.

## Istoric
Localitatea Vyšný Mirošov este atestată documentar din 1567.

## Demografie
| An:                | 1994 | 2004    | 2014   | 2024   |
| ------------------ | ---- | ------- | ------ | ------ |
| Număr de persoane: | 533  | 590     | 597    | 572    |
| Diferență:         |      | +10,69% | +1,18% | −4,18% |

| An:                | 2023 | 2024   |
| ------------------ | ---- | ------ |
| Număr de persoane: | 573  | 572    |
| Diferență:         |      | −0,17% |